# Alysia Montaño
Alysia Johnson-Montaño (New York, 23 aprile 1986) è una mezzofondista statunitense, specializzata negli 800 metri piani.

## Palmarès
| Anno | Manifestazione      | Sede           | Evento      | Risultato | Prestazione | Note                                                |
| ---- | ------------------- | -------------- | ----------- | --------- | ----------- | --------------------------------------------------- |
| 2007 | Giochi panamericani | Rio de Janeiro | 800 m piani | 6ª        | 2'02"57     |                                                     |
| 2007 | Mondiali            | Osaka          | 800 m piani | Batteria  | 2'02"11     |                                                     |
| 2010 | Mondiali indoor     | Doha           | 800 m piani | Bronzo    | 1'59"60     | Miglior prestazione personale                       |
| 2011 | Mondiali            | Taegu          | 800 m piani | Bronzo    | 1'57"48     | Miglior prestazione personale stagionale            |
| 2012 | Giochi olimpici     | Londra         | 800 m piani | 4ª        | 1'57"93     |                                                     |
| 2013 | Mondiali            | Mosca          | 800 m piani | Bronzo    | 1'57"95     |                                                     |
| 2015 | World Relays        | Nassau         | 4×800 m     | Oro       | 8'00"62     | Record dei campionati · Record nord-centroamericano |
| 2015 | Giochi panamericani | Toronto        | 800 m piani | Argento   | 1'59"76     |                                                     |
| 2015 | Giochi panamericani | Toronto        | 4×400 m     | Oro       | 3'25"68     |                                                     |
| 2015 | Mondiali            | Pechino        | 800 m piani | Batteria  | 2'09"57     |                                                     |

## Campionati nazionali
- 6 volte campionessa nazionale degli 800 metri piani (2007, 2010, 2011, 2012, 2013, 2015)

## Altre competizioni internazionali
2010
- 7ª in Coppa continentale ( Spalato), 800 m piani - 2'01"83